# Esslingen am Neckar

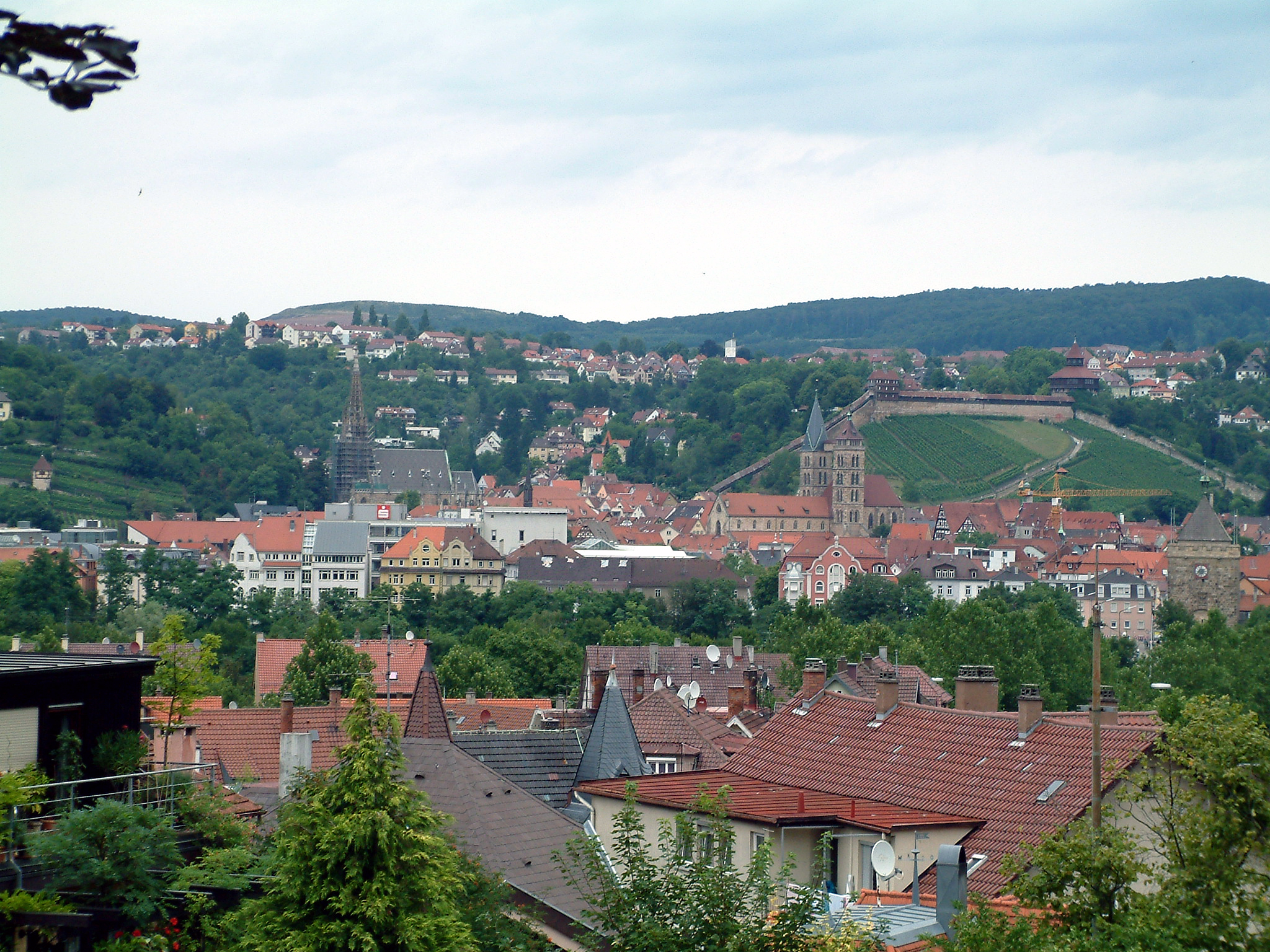
Vista del nucli antic de la ciutat i del castell de Pliensauvorstadt

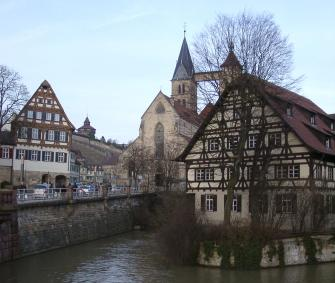
Esslingen – Castell i església.

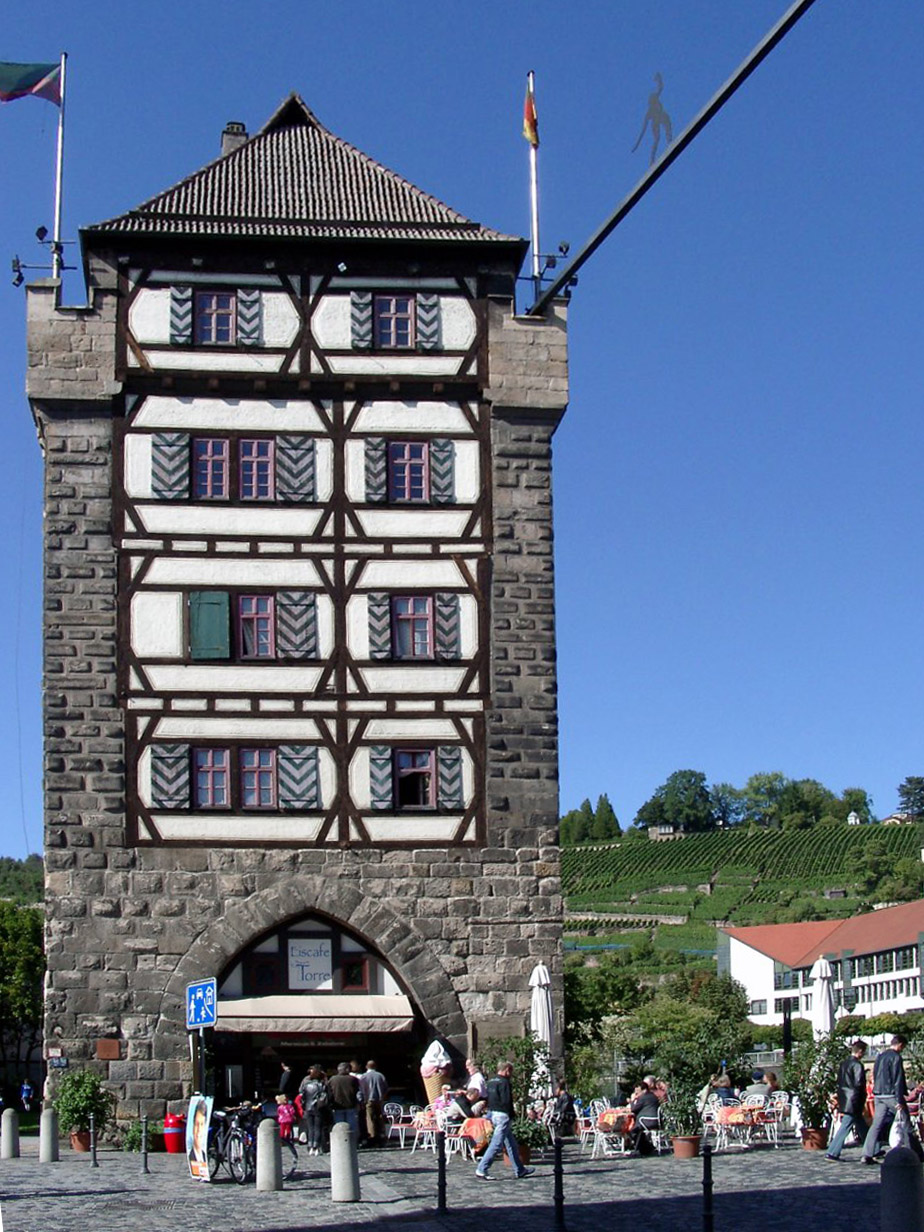
La porta Schelz.

Esslingen am Neckar és una ciutat alemanya de la regió de Stuttgart, a l'estat federat de Baden-Württemberg, sent la capital del districte d'Esslingen. La seva població ascendia el 2002 a 91.239 habitants. Es troba a la vora del riu Neckar, a 10 km del centre urbà de Stuttgart.
Les principals indústries de la ciutat estan relacionades amb l'àmbit de la construcció mecànica. La ciutat posseeix monuments medievals, especialment en el nucli antic de la ciutat.

## Geografia
Esslingen està situada al costat del riu Neckar, al sud-oest de Stuttgart. El Neckar creua la ciutat des del NO, trobant-se el nucli antic en la parteix nord del riu.
Ocupa una superfície de 4.643 hectàrees, de les quals 1.193 són boscoses i 112 recobertes d'aigua. 93 hectàrees estan dedicades al cultiu de la vinya i 1662 són zona edificada sobre la qual viuen els seus més de 90.000 habitants, amb carrers, places, carreteres i vies de ferrocarril. La ciutat s'estén des d'una altitud de 230 metres en el Neckartal fins als 498 d'altura màxima.

### Divisió urbana
Esslingen està dividida en 25 barris: Berkheim, Brühl, Hegensberg, Hohenkreuz, Stadtmitte, Kennenburg, Kimmichsweiler, Krummenacker, Liebersbronn, Mettingen, Neckarhalde, Oberesslingen, Obertal, Pliensauvorstadt, Rüdern, Serach, Sankt Bernhardt, Sirnau, Sulzgries, Wäldenbronn, Weil, Wiflingshausen, Zell, Zollberg, Oberhof.

### Poblacions limítrofes
Les següents ciutats i municipalitats limiten amb Esslingen am Neckar. S'esmenten en ordre de les agulles del rellotge, començant pel nord: Remstal, Aichwald, Baltmannsweiler, Plochingen, Altbach, Deizisau, Denkendorf i Ostfildern (tot el districte de Esslingen) així com el cinturó urbà de Stuttgart.

## Història

### Resum
Els primers vestigis de població provenen possiblement de l'any 1.000 a.C. La primera vegada que s'esmenta Essligen és l'any 777 d. C., en el document que l'abat Fulrad del monestir imperial de Saint-Denis (prop de París) es refereix a ella com "Cella nomini Ezelinga".
Del s. XIII fins al s. XVI, es produeixen disputes entre els pobladors de la ciutat imperial lliure de Esslingen i els habitants de Wurtemberg. En la Guerra dels Trenta Anys (1618-1648) la meitat de la població mor a causa de la gana i les plagues.
En 1802 finalitza la independència d'Esslingen, quan la ciutat és presa pels exèrcits de Wurtenberg a causa de la signatura de diversos acords de pau.
A principis del s. XIX, Esslingen es fica de ple en l'era industrial, amb una creixent activitat en els sectors alimentari, tèxtil i metal·lúrgic. En 1845 arriba el primer ferrocarril de Cannstatt a Esslingen.
El 1933 els nacionalsocialistes (nazis) dissolen el consistori municipal, igual que succeeix a la resta d'Alemanya. Després de la segona guerra mundial, unes 47.000 persones (principalment refugiats i d'altres àrees alemanyes de l'Est) es traslladen a la ciutat. Es creen nuclis en Oberesslingen i Zollberg per alleujar l'escassetat d'habitatge.
El 1973 Esslingen am Neckar es converteix en la seu del nou districte ampliat de Esslingen.
La ciutat disposa de torres d'origen medieval, un castell (realment, les ruïnes de la primera ciutat amb el "Dicker Turm") i un nucli històric amb cases de pedra i teulades de fusta que són mostra d'una història canviant. A més, disposa del conjunt més antic d'aquest tipus de cases, del segle XIV.